# Melrose Sevens
Il Melrose Sevens è un torneo annuale di rugby a 7 organizzato dal Melrose Rugby Football Club nella città di Melrose, in Scozia. Nato nel 1883 grazie all'idea dell'ex giocatore del Melrose e fondatore del rugby a 7 Ned Haig, allo scopo di aumentare il guadagno economico per la propria squadra, rappresenta la più vecchia competizione di rugby a 7.
Il torneo, che fa parte del circuito Kings of the Sevens giocato in Scozia negli Scottish Borders, viene disputato nel mese di aprile e attrae squadre da nazioni lontane quali Giappone, Uruguay e Sudafrica. La prima storica vittoria andò al Melrose che sconfisse in finale il Gala.

## Squadre più vittoriose
| Club                       | Titoli |
| -------------------------- | ------ |
| Hawick                     | 28     |
| Gala                       | 15     |
| Melrose                    | 12     |
| Watsonians                 | 10     |
| Kelso                      | 7      |
| Heriot’s                   | 7      |
| Jed-Forest                 | 4      |
| Boroughmuir                | 3      |
| Edinburgh Accies           | 3      |
| Stewart’s Melville         | 3      |
| London Scottish            | 3      |
| Royal                      | 3      |
| Università di Stellenbosch | 2      |
| Loughborough Colleges      | 2      |
| Harlequins                 | 2      |
| Saracens                   | 2      |
| Glasgow Warriors           | 2      |